# Pleurota arduella
Pleurota arduella is een vlinder uit de familie sikkelmotten (Oecophoridae). De wetenschappelijke naam is voor het eerst geldig gepubliceerd in 1906 door Rebel.
De soort komt voor in Europa.